# Индомитейбъл (линеен крайцер, 1907)
Индомитейбъл (на английски: HMS Indomitable) е линеен крайцер на Британския Кралски флот, от типа „Инвинсибъл“. Спуснат на вода през 1907 г.
През 1908 г., още преди официалното си влизане в строй, доставя принц Джордж Уелски на тържествата по повод триста годишнината на град Квебек. Взема активно участие в началната фаза на Първата световна война. През 1914 г. участва в безуспешния опит на Средиземноморския флот да прехване германските крайцери „Гьобен“ и „Бреслау“. След това участва в обстрела над турските фортове на подстъпите към Дарданелите.
През 1915 г. влиза в състава на британската ескадра по време на сражението при Догер банк. Поради недостатъчната си скорост изостава от по-новите линейни крайцери и взема участие само в довършването на повредения броненосен крайцер „Блюхер“. През 1916 г. участва в Ютландското сражение, постигайки няколко попадения в германските линейни крайцери „Дерфлингер“ и „Зайдлиц“. Сражението показва недостатъчната защитеност на британските линейни крайцери, довела три от тях до гибел поради взрива на боезапаса. Сред взривилите се кораби са еднотипният с „Индомитейбъл“ „Инвинсибъл“ и сходния по конструкция „Индефатигъбъл“.
„Индомитейбъл“ е отстранен от активни бойни действия до края на войната. През 1919 г. е изваден в резерва и през 1921 г. е продаден за скрап.

## Конструкция
Дължината на корпуса между перпендикулярите е 172,9 м, ширината – 24 м, газенето по носа – 7,75 м, по кърматаа – 9,1 м. Нормалната проектна водоизместимост съставлява 17 530 т, а пълната – 20 750 т. Крайцерът има два комплекта парни турбини на „Парсънс“, задвижващи четири вала. Парата за тях се произвежда от 31 водотръбни парни котли с въглищно отопление и инжектори за впръскване на нефт. Номиналната мощност на силовата установка съставлява 41 000 к.с., което по проект трябва да осигури максимална кратковременна скорост от 25 възела. Вътрешните винтове имат диаметър 3,2 м (10 фута 6 дюйма) със стъпка на винта 3,45 м (11 фута и 4 дюйма), външните – 2,9 м (9 фута и 6 дюйма) със стъпка 3,45 м (11 фута и 4 дюйма). Запасът гориво съставлява 3132 тона въглища и 724 тона мазут. При скорост на икономичния ход от 10 възела това осигурява далечина на плаване 3090 мили.
Въоръжението се състои от осем 305-мм 45 калибрени оръдия Mk X, разположени в четири двуоръдейни кули. По една кула има на носа и кърмата, още две са разположени диагонално по бордовете. Противоминният калибър се състои от шестнадесет 102-мм оръдия QF Mk III. Част от тях е поместена върху кулите на главния калибър (по две оръдия на всяка), останалите – в надстройките. Разположението на оръдията върху кулите е признато за неудачно, и през 1915 г. те са пренесени на надстройките. 40-калибрените 102-мм оръдия са смятани за недостатъчно мощни, за това през 1917 г. те са заменени със 102-мм 50-калибрени оръдия BL Mk VII на установки PVI.
| Сравнителни маси на съставляващите силовите установки на крайцери от типа „Инвинсибъл“, т | Сравнителни маси на съставляващите силовите установки на крайцери от типа „Инвинсибъл“, т | Сравнителни маси на съставляващите силовите установки на крайцери от типа „Инвинсибъл“, т |
|                                                                                           | „Инфлексибъл“                                                                             | „Индомитейбъл“                                                                            |
| ----------------------------------------------------------------------------------------- | ----------------------------------------------------------------------------------------- | ----------------------------------------------------------------------------------------- |
| Тип на котлите                                                                            | „Yarrow“                                                                                  | Babcock & Wilcox                                                                          |
| Главни механизми                                                                          | 1348,1                                                                                    | 1316,6                                                                                    |
| Винтове                                                                                   | 144,2                                                                                     | 143                                                                                       |
| Котли                                                                                     | 1298,5                                                                                    | 1485                                                                                      |
| Вода в котлите                                                                            | 162,2                                                                                     | 129,1                                                                                     |
| Вода в кондензаторите                                                                     | 67,2                                                                                      | 59,5                                                                                      |
| Запаси вода (приблизително)                                                               | 25,4                                                                                      | 25,4                                                                                      |
| Спомагателни механизми                                                                    |                                                                                           |                                                                                           |
| Изпарители (на английски: Evaporators)                                                    | 40,9                                                                                      | 43,5                                                                                      |
| Управляващи механизми                                                                     | 14                                                                                        | 16                                                                                        |
| Всичко                                                                                    | 3100,5                                                                                    | 3218,1                                                                                    |

Първоначално корабът няма специализирани зенитни оръдия. От 1914 до 1917 г. противовъздушната отбрана на кораба се осигурява от 47-мм оръдия „Хочкис“. През 1915 г. са поставени две зенитни 76-мм оръдия QF Mk II. През април 1917 г. оръдията „Хочкис“ са заменени със зенитните 102-мм оръдия BL Mk VII в установки HA Mk II. Крайцерът има и пет подводни торпедни апарата калибър 457-мм. По са побордно, а един – на кърмата.
Главният брониран пояс има дебелина 152 мм. Стените на кулите на главния калибър и техните барбети – 178 мм. Носовата бойна рубка се защитава от стени с 254-мм дебелина, а кърмовата със 152-мм. Горната бронирана палуба има дебелина 19 – 25 мм. След Ютландското сражение над погребите допълнително е настелен слой броня от 25,4 мм. Долната палуба има дебелина 38 мм със скосове 51 мм в средната част. Над рулевите механизми тя има дебелина 64 мм със същата дебелина скосове.

## Строителство
Според програмата за 1905 – 1906 г. са построени три еднотипни броненосни крайцера – бъдещите „Инвинсибъл“, „Инфлексибъл“ и „Индомитейбъл“. Първоначално третия крайцер трябва да носи името „Raleigh“, но по-късно става „Индомитейбъл“ („Неукротим“), ставайки по този начин първия кораб в кралския флот, носещ това име. Поръчката за построяването на „Индомитейбъл“ е дадена на частната корабостроителница „Фейрфилд Шипбилдинг енд Инжиниринг къмпани“ в Глазгоу на 21 ноември 1905 г. Там се произвежда и неговата енергетична установка. Крайцерът е заложен на 1 март 1906 г., а е спуснат на вода на 16 март 1907 г. Спусковото тегло съставлява 7461 т, тях корпуса съставлява 5744 т, бронята 1907 т, механизмите 170 т и баласт 460 т.
Всичко строежът продължава 30 месеца – 12 и половина месеца заема стапелния период, и още приблизително, с прекъсване, 18 месеца продължава дострояването на вода. Стойността на строежа, без оръдията, съставлява 1 662 337 фунта стерлинги. За ходови изпитания крайцера излиза на 8 април 1908 г.
За изпълнение на специална задача крайцерът е въведен в строй, без да премине пълния цикъл на изпитанията, на 20 юни 1908 г. за командир е назначен кептън H. G. King-Hall. Заедно с броненосния крайцер „Минотавър“ „Индомитейбъл“ съпровожда принца Джордж Уелски за празниците, на 25 юли, по тристалетието на Квебек. На 15 юли крайцерите отплават от Портсмът за Монреал. По време на прехода принцът е на борда на „Индомитейбъл“ и е зачислен в списъците на т. нар. „черна команда“ като огняр.
След празниците крайцерът напуска Квебек, на 29 юли, пристигайки на 3 август в Коус на остров Уайт. На обратния път „Индомитейбъл“ подобрява рекорда за скорост с тригодишна давност на британския крайцер „Дрейк“, на прехода между Билейс и Фастнет поддържайки средна скорост 25,13 възела. На 10 август крайцера в Чатъм е върнат в корабостроителницата за дострояване.
| Данни за ходовите изпитания | Данни за ходовите изпитания | Данни за ходовите изпитания | Данни за ходовите изпитания | Данни за ходовите изпитания |
|                             | 1/5 мощност                 | 7/10 мощност                | 7/10 мощност                | пълна мощност               |
| --------------------------- | --------------------------- | --------------------------- | --------------------------- | --------------------------- |
| Дата                        | 22 април 1908               | 26 април 1908               | 27 април 1908               | 29 април 1908               |
| Място                       | Скелморли                   | Полперо                     | Скелморли                   | Скелморли                   |
| Брой пробези                | 4                           | 6                           | 6                           | 4                           |
| Газене по носа, м           | 7,65                        | 7,82                        | 7,65                        | 7,62                        |
| Газене по кърмата, м        | 8,0                         | 8,18                        | 8,0                         | 8,23                        |
| Водоизместимост, т          | 17 394                      | 17 902                      | 17 394                      | 17 714                      |
| Скорост, възела             | 16,5                        | 22,488                      | 23,665                      | 26,106                      |
| Мощност към валовете, к.с.  |                             |                             |                             |                             |
| Вътрешен десен              | 1908                        | 5777                        | 7553                        | 10 681                      |
| Външен десен                | 2734                        | 8501                        | 8680                        | 12 429                      |
| Вътрешен ляв                | 2339                        | 5427                        | 6791                        | 11 705                      |
| Външен ляв                  | 3323                        | 7035                        | 7954                        | 12 976                      |
| Всичко                      | 11 304                      | 26 740                      | 30 978                      | 47 791                      |
| Обороти на валовете, об/мин |                             |                             |                             |                             |
| Вътрешен десен              | 167                         | 232                         | 250                         | 277                         |
| Външен десен                | 187                         | 271                         | 277                         | 307                         |
| Вътрешен ляв                | 173                         | 229                         | 243                         | 285                         |
| Външен ляв                  | 185                         | 260                         | 272                         | 316                         |
| Средни                      | 178                         | 248                         | 260                         | 296                         |

## История на службата

### Служба в мирно време
На 28 октомври 1908 г. е предаден на флота и зачислен в списъците на Норския резерв на Гранд Флийт. През април 1909 г. „Индомитейбъл“ е включен в състава на 1-а крайцерска ескадра на Гранд Флийт, в която, освен него, влизат „Дрейк“ (флагман), „Инвинсибъл“ и „Инфлексибъл“.
През юли към ескадрата се присъединява „Дифенс“. През юни и юли „Индомитейбъл“ в състава на флота на Метрополията участва в обединените маневри заедно с атлантическия и средиземноморския флотове. По време на тези маневри „Индомитейбъл“ от 17 до 24 юли 1909 г. посещава Саутенд. На 26 юли той става флагман на 1-а ескадра крайцери, сменяйки „Дрейк“. За командир е назначен кептън C. M. дьо Бартолом. На 31 юли взема участие в кралския преглед на Спитхедския рейд.
По време на ремонта през 1910 г. в Чатъм на площадките на носовата и кърмовата мачти са поставени указатели за дистанцията до корабите на противника. Ремонтът продължава до 8 август. На 9 август „Индомитейбъл“ се връща в състава на 1-а ескадра в качеството на флагмански кораб.
През април 1910 г. крайцерът отново участва в съвместните маневри на флотовете на Метрополията, атлантическия и средиземноморския при бреговете на Шотландия, посещавайки Торбей. На 9 август 1910 г. „Индомитейбъл“ е преведен в Чатъм, ставайки флагман на 1-а ескадра крайцери на флота на Метрополията. При провеждането на плановия ремонт е увеличен с 2 метра предния комин за намаляване на задимеността на фор-марса.
През 1911 г. „Индомитейбъл“ от броненосен е прекласифициран на линеен крайцер. През януари 1911 г. участва в съвместните учения на трите флота при бреговете на Испания. През пролетта на 1911 г., в състава на 2-а ескадра на флота на Метрополията, в рамките на подготовката за посещението на британската кралица в Ирландия посещава портове в Ирландия, откъдето доставя Джордж Уелски в Карнарвон. На 24 юни 1911 г. участва в парада на Спитхедския рейд по случай коронацията на Джордж V. В периода юни – юли 1911 г. пак участва в съвместните маневри на флотовете при бреговете на Англия и в Северно море.
От ноември 1911 г. до февруари 1912 г. „Индомитейбъл“ преминава пореден ремонт. От мачтите са свалени указателите за дистанция и е преправена площадката на фокмачтата. На 21 февруари 1911 г. след връщането си от ремонта „Индомитейбъл“ е включен в състава на 2-а ескадра крайцери на Метрополията, ставайки флагман вместо „Шенън“. На 9 юли той участва в Парламентарния преглед на Спитхедския рейд, след това участва в ежегодните маневри на флота. Есента на 1912 г. извършва поход в Балтика в състава на отряд крайцери („Индомитейбъл“, „Кохрейн“, „Ахилес“, „Уориър“, „Натал“), пребивавайки в Ревел от 22 до 26 септември.
На 11 декември 1912 г. „Индомитейбъл“ пак е преместен в 1-а крайцерска ескадра, от януари 1913 г. станала 1-а ескадра линейни крайцери на Метрополията. На 17 март 1913 г. в залива Сток „Индомитейбъл“ се сблъсква с минния заградител „С-4“, получавайки леки повреди на форщевена. През 1913 г. е взето решение да се образува в Средиземно море мощна ескадра от линейни крайцери. За това след края на юлските съвместни маневри „Индомитейбъл“ и „Инвинсибъл“ са, на 27 август, изпратени в Средиземно море с цел образуването на 2-а ескадра линейни крайцери. След ремонт в Шиърнес, на 10 февруари 1914 г., крайцера под командването на Френсис Кенеди се връща в състава на 2-а ескадра линейни крайцери на Средиземно море. В ескадрата под командването на контраадмирал Милн влизат също „Инфлексибъл“ (флагман) и „Индефетигейбъл“. На 24 юли 1914 г. „Индомитейбъл“ пристига в Малта за докуване и временен ремонт. По време на ремонта прожекторът от носовата надстройка е пренесен на мостика. В Малта крайцерът и заварва началото на Първата световна война.

### Начало на Първата световна война. Преследването на „Гьобен“ и „Бреслау“. Операции в Средиземно море
На 2 август 1914 г. „Индомитейбъл“ прекъсва ремонта си и по заповед спешно излиза в морето. В 21:00 британска ескадра в състав линейните крайцери „Индомитейбъл“, „Индефатигейбъл“, броненосните крайцери „Дифенс“, „Уориър“, „Дук оф Единбург“ и лекия крайцер „Глостър“ в съпровождане на осем разрушителя започва патрулиране на входа в Адриатика, блокирайки изхода на австро-унгарския флот. „Индомитейбъл“ и „Индефатигейбъл“, сутринта на 3 август, са изпратени в района между носовете Бон и Спартивенто в търсене на германски крайцери – линейния „Гьобен“ и лекия „Бреслау“. В 20:00 крайцерите са спешно върнати в Гибралтар за предотвратяване на преминаването на германските крайцери в Атлантика.
Няколко часа преди изтичането на британския ултиматум към Германия, на 4 август 1914 г., в 10:35, на 50 мили от остров Халит „Индомитейбъл“ и „Индефатигейбъл“ засичат отначало „Бреслау“, а след това и „Гьобен“. „Гьобен“ има по-голяма скорост на хода, отколкото британските линейни крайцери, но поради налепи по дъното не може да развие над 24 възела. Неговото въоръжение е сравнимо с британските крайцери, но бронирането му е значително по-добро – пояс с дебелина 270 мм против 152 мм на британските крайцери. Британските крайцери срещат силен противник.
„Индомитейбъл“ не довършва докуването в Малта, и за това с неговото обрасло дъно не може да развие скорост над 22 възела. „Гьобен“ и „Бреслау“ постепенно се откъсват от преследващите ги британски крайцери и скоро се скриват. На 5 август към британците се присъединява „Инфлексибъл“. „Индомитейбъл“ е изпратен в Бизерта за въглища.
На 8 август, срещайки се в Малта с „Инфлексибъл“ и „Индефатигейбъл“, съединение отново излиза в морето в съпровождане на лекия крайцер „Уеймът“. На 10 – 11 август британските кораби търсят „Гьобен“ и „Бреслау“ в източната част на Средиземно море. На 11 – 19 август корабите патрулират в Егейско море и прикриват входа в Дарданелите. Обаче тези мерки не помагат, и германските крайцери проникват в пролива. Британските линейни крайцери получават, на 19 август, заповед да се върнат в Гибралтар.
„Индомитейбъл“ е изпратен на 20 септември 1914 г. в усилване на съюзната ескадра, блокираща Дарданелите. Там той пристига в експериментален двуцветен камуфлаж. На разсъмването на 3 ноември съюзната ескадра обстрелва турските батареи, прикриващи Дарданелите. Френските броненосци „Сюфрен“ и „Верите“ обстрелват нос Кум Кале и батареите Оркание. Британските линейни крайцери „Индомитейбъл“ и „Индефатигейбъл“ обстрелват форт Сед ал Бахр, намирайки се извън зоната на действие на неговите оръдия. Крайцерите изстрелват 46 305-мм снаряда от дистанция 11 200 – 12 800 м (60 – 69 кабелта) и взривяват барутния погреб на форта.
„Индомитейбъл“ след това получава заповед да се върне във Великобритания, където и пристига през ноември 1914 г. На 23 декември 1914 г. крайцерът получава заповед да се съедини в морето с 1-а ескадра линейни крайцери. „Ню Зеланд“, поради необикновения камуфлаж и разположение на стенгите на „Индомитейбъл“, едва не открива по него огън.
След похода „Индомитейбъл“ влиза за ремонт до 14 януари 1915 г. 102-мм оръдия от кулите „A“ и „Y“ са пренесени в носовата и кърмовата надстройки (по две оръдия на всяка), а носовите оръдия са прикрити със стоманени листове. Крайцерът получава обикновената си защитна окраска отново. След ремонта корабът е включен в отново формираната 2-а ескадра линейни крайцери под командването на контраадмирал Мур, флагмански кораб на който е линейният крайцер „Ню Зеланд“.

### Сражението при Догер банк
На 24 януари при Догер банк за първи път се срещат в бой британските и германските линейни крайцери. В състава на германската ескадра под командването на Франц фон Хипер влизат броненосния крайцер „Блюхер“, линейните крайцери „Зайдлиц“, „Молтке“ и „Дерфлингер“. Английската ескадра под командването на Дейвид Бийти включва в себе си 1-а ескадра линейни крайцери („Лайън“, „Тайгър“, „Принцес Роял“) и 2-а ескадра под командването на Мур – „Ню Зеланд“ и „Индомитейбъл“. „Индомитейбъл“ плава последен.
В 7:30 германското съединение е засечено от лекия крайцер „Аурора“ при източния край на Догер банк. Хипер не приема боя с превъзхождащите го сили и, обръщайки, се насочва към своите бази. Сражението се свежда до преследване на германската ескадра. Британската ескадра плава на максималната възможна скорост. Трюмните команди полагат максимум усилия, и „Индомитейбъл“ осигурява честота на въртене на гребните валове до 292 об/мин, понякога развивайки скорост от 25 възела. Обаче и такава скорост е много по-ниска отколкото скоростта на крайцерите от 1-а ескадра, които развиват около 28 възела и се откъсват от „Ню Зеланд“ и „Индомитейбъл“.
В резултат на това бой водят основно крайцерите на 1-а ескадра, а „Индомитейбъл“ успява да открие огън едва 1 час и 53 минути след началото на боя – в 10:45, започвайки да обстрелва изостаналия от германската колона повреден „Блюхер“. В течение на приблизително час „Индомитейбъл“ изстрелва 134 305-мм снаряда – 40 бронебойни, 15 полубронебойни и 79 фугасни. Още два шрапнелни снаряда са изстреляни по германския дирижабъл L-5, водещ разузнаване. Попаденията на „Индомитейбъл“ не могат точно да се определят, тъй като във финалната част на боя „Тайгър“, „Принцес Роял“ и „Ню Зеланд“, поради объркване, прекратяват преследването и също водят стрелба по „Блюхер“. Германският крайцер потъва, получавайки от 70 до 100 попадения от голямокалибрени снаряди и около 7 торпеда.
„Индомитейбъл“ получава едно попадение от „Блюхер“ на 210-мм снаряд, рикоширал от водата. След боя в района, в 15:30, „Индомитейбъл“ получава заповед да вземе на буксир повредения британски флагман – лишения от ход крайцер „Лайън“. Около 17:00 двата крайцера се насочват за Фърт оф Форт (Розайт) под конвой на голям брой леки крайцери и разрушители, придадени поради опасения от нощни атаки на германски миноносци. Буксировката продължава цялата нощ, и едва около 14:30 на 26 януари крайцерите пускат котва в Розайт.
От януари до февруари 1915 г. „Индомитейбъл“ преминава възстановителен ремонт след пожар, предизвикан от късо съединение на кабели. В хода на ремонта са поставени прибори за управление на централното насочване, добавени са допълнителни горни крила на капитанския мостик.
След ремонта „Индомитейбъл“ е включен в състава на 3-а ескадра линейни крайцери. В състава на ескадрата влизат всичките три линейни крайцера от типа „Инвинсибъл“. На „Инвинсибъл“ държи своя флаг командващия ескадрата – контраадмирал Хорас Худ. Ескадрата се базира в Розайт. На 11 март при прехода от Скапа Флоу към Оркнейските острови в Розайт „Индомитейбъл“ е безуспешно атакуван от германска подводница. След това заедно с трета ескадра „Индомитейбъл“ провежда ред учебни стрелби. През април 1915 г. му поставят две 76-мм зенитни оръдия Mk. I.

### Ютландско сражение
на 31 май 1916 г. по време на Ютландското сражение „Индомитейбъл“ плава трети в строя на 3-а ескадра линейни крайцери – след „Инвинсибъл“ и „Инфлексибъл“. Ескадрата под командването на Хорас Худ плава заедно с Гранд Флийт и не взема участие в боя на авангардите. Когато авангардното съединение на британците под командването на Бийти излиза срещу основните сили на Флота на откритото море, му се налага да се оттегля под огъня на противника.
Командващия Гранд Флийт Джон Джелико изпраща на помощ на Бийти ескадрата на Худ. Крайцерите на 3-а ескадра излизат начело на съединението на Бийти и влизат в престрелка с германските линейни крайцери по време на първия бой между основните сили на флотовете. Дистанциите на боя в този момент съставляват около 50 кабелтови, но условията на осветеността са неблагоприятни за германските кораби – британските кораби са практически невидими на тъмната страна на хоризонта, и тяхното положение може да се определи само по блясъка на оръдията.
„Индомитейбъл“ в този момент на боя води огън по „Дерфлингер“, постигайки три попадения. В 18:26 първият 305-мм снаряд детонира във водата близо до корпуса в района на първото 150-мм оръдие. Обшивката на корпуса под водолинията се разцепва на протежение 12 метра, започва неголям теч и започва да залива въглищния бункер. Осколките на снаряда обсипват бронирания борд. В 18:30 „Индомитейбъл“ постига още две попадения. Втория снаряд попада в стика на 300-мм броневи плочи на главния пояс в района на главната палуба. Плочите се втикват в тиковата подложка на обшивката на борда на 70 – 80 мм, огъвайки обшивката и част от главната палуба. Третия снаряд попада в 260-мм пояс на каземата, набивайки го в борда с 30 – 40 мм. С този взрив също разкъсва противоторпедната мрежа на дължина 10 метра, и нейните остатъци са мотаят във водата, заплашвайки да се намотаят върху винтовете. „Дерфлингер“ спира машините за две минути и събира от водата остатъците от мрежата.
Приблизително по същото време облаците за кратко се оттеглят, и „Инвинсибъл“ е осветен от залязващото слънце. От това се възползват „Лютцов“ и „Дерфлингер“. Резултатът от съсредоточения огън на двата германски крайцера в течение на няколко минути стават редица попадения и взрива на погребите на „Инвинсибъл“, разчупили флагманския кораб на Худ на две. Крайцерът потъва за броени секунди практически с целия си екипаж.
„Индомитейбъл“ и „Инфлексибъл“ след това намаляват скоростта до 18 възела и се престрояват в опашката на крайцерите на Бити. По-късно „Индомитейбъл“ води огън по лекия крайцер „Регенсбург“ и миноносци. В сумрака „Индомитейбъл“ води огън по „Зайдлиц“, постигайки едно попадение. По това време условията на осветеността също не благоприятстват германските кораби – британските кораби не се виждат в тъмнината, а германските крайцери прозират на фона на все още светлата страна на хоризонта. Линейните крайцери на Хипер своевременно получават помощ от броненосците на 2-а ескадра, излизайки начело на германската колона. „Индомитейбъл“, започва на стрелба по „Померн“, като постига още едно попадение.
Всичко „Индомитейбъл“ за времето на боя изстрелва 175 305-мм снаряда и още четири 102-мм. Всичко има пет попадения (2,9%), при това няма попадения в него.

### Край на службата
Двата оцелели крайцера от типа „Инвинсибъл“ до края на войната няма участие в активни бойни действия. При реорганизацията на Гранд Флийт, на 5 юни 1916 г., „Индомитейбъл“ е зачислен в състава на 2-а ескадра линейни крайцери. През август 1916 г. крайцерът се намира на ремонт, по време на който са поставени дванадесет нови 102-мм 50-калибрени оръдия QF.Mk. VII в установки P.IV. През април 1917 г. е поставено едно 102-мм зенитно оръдие QF.Mk. VII с ъгъл на възвишение на ствола +60°.
От 1917 г. линейните крайцери на Гранд Флийта започват да носят катапулти за пускане на колесни изтребители. Изтребителите трябва да се борят с „цепелините“, провеждащи разузнаване в Северно море и бомбардиращи крайбрежието на Англия. След изпълнение на задачата самолета се връща на брегово летище. При запуск далеч от брега такъв самолет е фактически еднократен – след изпълнение на задачата то каца във водата и летеца се взема на борда на кораба. Към края на войната, през 1918 г., „Индомитейбъл“ получава на въоръжение два колесни самолета на фирмата „Сопуич“ – по един изтребител Sopwith Camel и двуместен многоцелеви Sopwith 1½ Strutter. За излитане на самолетите на покривите на кули „P“ и „Q“ са поставени специални дървени платформи.
На 22 април 1918 г. „Индомитейбъл“ в състава на 2-а ескадра съвместно със 7-а ескадра леки крайцери излиза в морето за прикритие на плаващия от Великобритания за Скандинавия голям конвой в състав 39 транспорта. Очаква се среща с големи германски бойни кораби, и към 2-а ескадра за усиление са придадени линейните кораби „Херкулес“ и „Еджинкорт“. Целия 23 април съединението е в морето, но германските кораби така и не се появяват.
В състава на 2-а ескадра линейни крайцери, на 21 ноември 1918 г., „Индомитейбъл“ участва в конвоирането на плаващия за интерниране във Фърт оф Форт Флот на откритото море. През февруари 1919 г. „Индомитейбъл“ е изваден в резерва и през март е зачислен в списъците на Норския резерв. През юли 1919 г. е взето решение за продажбата на морално остарелия крайцер за скрап. На 31 март 1920 г. той е внесен в списъка за изключване от състава на флота и на 7 април е внесен в списъка за продажба за скрап. На 1 декември 1920 г. той е продаден на компанията „Стенли Шипбрейкинг къмпани“ в Дувър. На 30 август 1922 г. той е отбуксиран в Дувър и към април 1923 г. е разкомплектова за метал.

## Коментари
1. ↑  Всички данни са приведени към момента на влизане в строй.
2. ↑  Класът на линейните крайцери в британския флот се появява едва през 1911 г. Дотогава тези крайцери се класифицират като броненосни.